# Rosario Puga
María del Rosario Melchora Puga y Vidaurre (Chillán Viejo, 6 de enero de 1796-Chillán, 3 de enero de 1858) fue una mujer chilena, pareja del libertador general Bernardo O'Higgins desde 1817 hasta 1820.
Fue hija del general Juan de Dios Puga Figueroa, terrateniente y gobernador de Concepción, y de Isabel Vidaurre Ugalde y Concha.

## Biografía

### Relación con O'Higgins
Era una mujer casada de 21 años de edad en mayo de 1817, cuando conoció al entonces director supremo Bernardo O'Higgins, de 39 años.
En 1818 Puga solicitó formalmente a las autoridades religiosas y civiles su divorcio de José María de Soto Aguilar usando como subterfugio el maltrato y crueldad por parte de su esposo legítimo. Ese mismo año se inició un juicio de separación que se convirtió en un escándalo para las costumbres de la sociedad conservadora y católica de la época.
Del romance entre la criolla y el director supremo nació el 29 de junio de 1818 Pedro Demetrio O'Higgins, hijo natural del Libertador, a quien en primera instancia no reconoció; pero posteriormente reconoció como hijo.

Puse  óleo y  crisma a  Pedro Demetrio,  hijo de padres desconocidos.
Anotación en el libro de registro del Capellán del Ejército Domingo Jaraquemada.

  La relación entre ambos duró hasta 1820, cuando O'Higgins discutió con Puga, no solo por su hijo Pedro Demetrio, sino porque además culpaba a su amante de haber mandado asesinar a los  hermanos Carrera y al guerrillero Manuel Rodríguez Erdoíza. Debido a esto, perdió la custodia de su hijo Pedro Demetrio y nunca más lo volvió a ver.[cita requerida]
Más tarde en 1829, se casó con el coronel José Antonio Pérez-Cotapos (1788-1873), patriota chileno al servicio del general José Miguel Carrera y tuvo dos hijos: Federico y Catalina Pérez-Cotapos Puga.

### Vivienda
La casa donde vivió Rosario Puga y Vidaurre todavía se encuentra en pie y en proceso de restauración; en ese inmueble vivió María del Rosario Puga y Vidaurre entre 1818 y 1858 se ubica en la Casa de Santo Domingo 627, en la comuna de Santiago. Desde 1981 por decreto municipal es Patrimonio histórico.

### Muerte
Murió el 3 de enero de 1858, a los 61 años de edad, rodeada de su esposo e hijos, en su casa de Santo Domingo en Santiago de Chile. Fue enterrada con su madre Isabel Vidaurre  en el sepulcro número 1029 (hoy destruido), ubicada hoy en el patio 13 del Cementerio General de Santiago. 

№ 4 del año 1858. María del Rosario Puga, de cincuenta años de edad, viuda de Francisco Soto Aguilera con derecho a sepulcro № 1029. Pagó ocho pesos por carro de segunda clase. Falleció en la Parroquia Santa Ana.
Libro de ubicaciones, № 4, folio 109, del Cementerio General.

Su hijo Demetrio fallecería trágicamente 10 años después.